# Kenzo Ohashi
Kenzo Ohashi, född 21 april 1934 i Hiroshima prefektur, Japan, död 21 december 2015, var en japansk fotbollsspelare.